# Piotr Kubis
Piotr Kubis (ur. 15 lipca 1869 w Starych Siołkowicach, zm. ?) – działacz społeczny, urzędnik samorządowy, poseł na Sejm I kadencji w latach 1922-1927.
Niewiele o jego życiu wiadomo. Obowiązkową dwuletnią służbę w niemieckiej armii odbył w artylerii polowej. Był ławnikiem w gminie Góry w ówczesnym powiecie wrzesińskim, w 1918 został delegatem na Sejm Dzielnicowy w Poznaniu. Osiedlił się w Sadowie koło Lublińca, gdzie prowadził gospodarstwo rolne i został ławnikiem gminy Sadów, pełnił też funkcję skarbnika lublinieckiego powiatowego Związku Kółek Rolniczych. W okresie plebiscytu był przewodniczącym miejscowego komitetu plebiscytowego i biura parytetowego. 
W 1922 został z listy Chrześcijańskiego Związku Jedności Narodowej (ChZJN, lista nr 8) wybrany na posła w okręgu wyborczym nr 38 (Huta Królewska, Świętochłowice, Lubliniec, Tarnowskie Góry) wybrany na posła I kadencji. Należał do Klubu Parlamentarnego Chrześcijańsko-Narodowego Stronnictwa Pracy Wojciecha Korfantego), był członkiem komisji petycyjnej.
Brak informacji o dalszych jego losach.